# Ptyongnathosia oxybela
Ptyongnathosia oxybela är en fjärilsart som beskrevs av Józef Razowski 1988. Ptyongnathosia oxybela ingår i släktet Ptyongnathosia och familjen vecklare. Inga underarter finns listade i Catalogue of Life.